# 君にこの歌を
「君にこの歌を」（きみにこのうたを）は、1967年に初演されたジャニーズのミュージカル『いつか何処かで 〜 フォーリーブス物語』の劇中主題歌。
作詞:藤田敏雄、作曲:白鳥八郎。
ジャニーズのオリジナル音源は2022年9月時点でCD化されていない。
ジャニーズの後も、フォーリーブスや少年隊やジャニーズJr.らによって歌い継がれた。

## フォーリーブスによるカバー
フォーリーブスと北公次のシングル。
フォーリーブスとして5作目の両A面シングル。
フォーリーブスはこの曲をミュージカル『少年たち』のラストシーンや、1978年の解散コンサートのラストナンバーなどで歌った。

### 収録曲
1. 君にこの歌を - フォーリーブス
作詞：藤田敏雄／作曲・編曲：白鳥八郎
2. 課外授業 - 北公次
作詞：阿久悠／作曲：山本直純／編曲：森岡賢一郎

## その他のカバー
- たのきんトリオ（ライブアルバム『たのきんライブ'81』に収録）
- 少年隊（カバーアルバム『BACKSTAGE PASS』に収録）